# 苏黎世艺术大学
苏黎世艺术大学（英語：Zurich University of the Arts)是一所位于瑞士苏黎世的艺术类大学，也是瑞士最大的艺术类大学。

## 历史
2007年8月1日由多所学校合并成立，最早的前身是成立于1878年的苏黎世艺术学院。

## 画廊

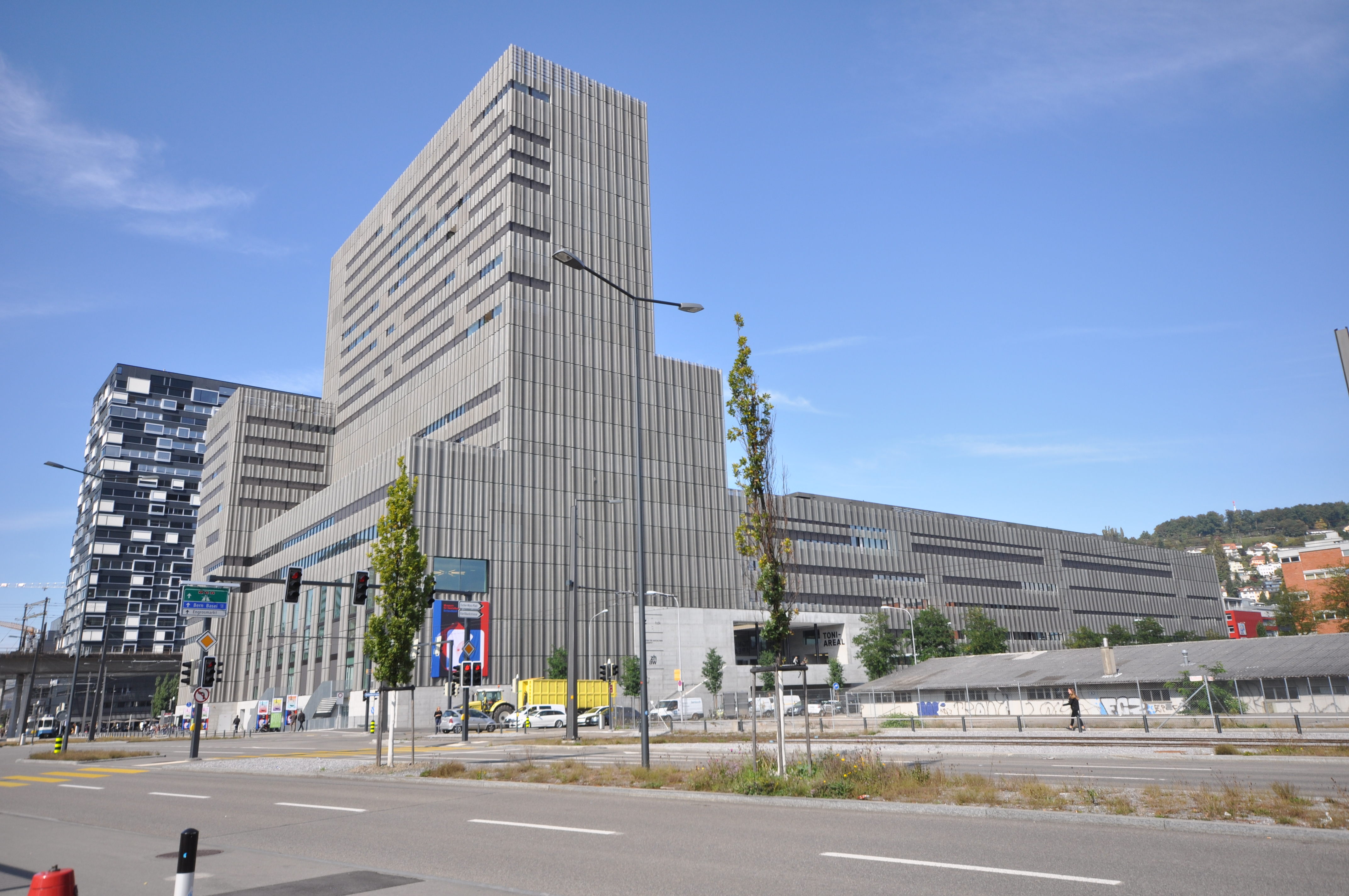
学校大楼
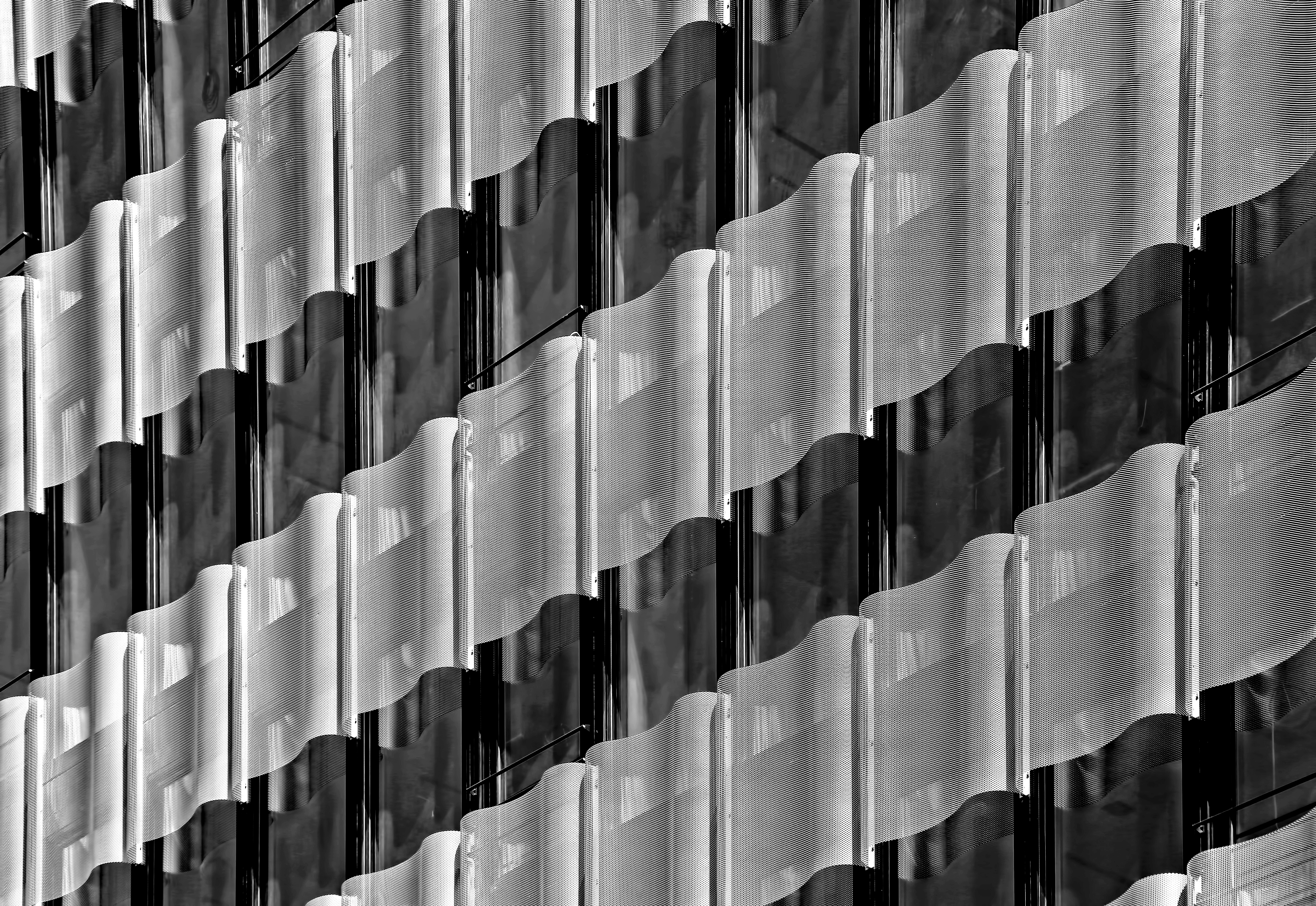
学校大楼外立面

## 延伸阅读
- Dominique Spirgi, Christine Wyss. Andreas Kotte , 编.  [Theater Dictionary of Switzerland] 3. Zürich: Chronos. 2005: 1871–1873. ISBN 978-3-0340-0715-3. LCCN 2007423414. OCLC 62309181 （德语）.